# 코코 (토리코)
코코(ココ)는 일본의 애니메이션 만화 토리코의 등장인물이다.

## 프로필
성우(일본): 사쿠라이 타카히로
성우(한국): 구자형/어린시절 윤미나
능력: 독, 시각(미세 전자파까지 보임) 발달
점술가이자 사천왕 중 한명으로 독을 이용한 공격을 하는 인물이다. 현재 31세. 단시간에 독을 자신의 몸에 주입시키는 바람에 영원히 독인간으로 지내게 된 그치만 그 때문에 다양한 독에 대한 항체를 가지고 있으며 거의 모든 새로운 독에 대한 항체도 엄청난 시간안에 만들어 낼 수 있다. 또한 그 때문에 많은 과학자들에게 실험체로 실험당해 언론에 공개되는 것을 싫어한다.(언론 공개를 싫어하는 설정은 Ani에서 추가된 설정이다.) 엄청난 시각으로 전자파를 볼 수 있는 능력 때문에 전자파를 통해 대상의 운을 점쳐주는 점술을 사용하기도 하는 인물이다. 토리코와는 복고래를 잡아러 갈때 처음 만났다. 사천왕 중에서 가장 훤칠한 남자로 여자들에게 인기가 많으나, 본인은 이를 별로 좋아하지 않는다.
또한 비교적 상식인이며 사천왕 중에 가장 온화한 인물이다.요리 대회에서 그린패치와 싸운 후로 생사불명이였지만 다시 돌아와 구르메계의 수수께끼를 밝힌다.(안죽음)
사냥기술
.위협-상대를겁주는기술 (형체: 백발귀신)
- 포이즌 드레싱: 복고래를 잡으러 갔을시 데빌 구렁이와 싸울때 사용한 기술로 독을 체외로 끌어내 손으로 털어주듯 공격하는 기술이다.
- 포이즌 라이플: 복고래를 잡으러 갔을시 데빌 구렁이와 싸울때 사용한 기술로 독을 총처럼 발사한다.
- 독막: 복고래를 잡으러 갔을시 데빌 구렁이와 싸울때 사용한 방어 기술로 독을 온몸에 내보내 자신을 보호하는 기술이다.
- 독포: 복고래를 잡으러 갔을시 데빌 구렁이와 싸울때 사용한 기술로 독을 대량 발사하는 기술이다.
- 포이즌 블레이드: 리갈메머드의 보석살을 구하러 갔을시 GT 로봇과 싸울때 사용한 기술로 독으로 검을 만들어 싸우는 기술이다.
- 핼 포이즌: 리갈메머드의 보석살을 구하러 갔을시 GT 로봇과 싸울때 사용한 기술로 체내의 가연성이 있는 독을 가스 형태로 분출시킨다. 성분은 황화수소(물과 결합시 황산이 되는 물질)로 평범한 인간은 0.1%의 농도로 즉사한다.
- 포이즌 재밍: 리갈메머드의 보석살을 구하러 갔을시 GT 로봇과 싸울때 사용한 기술로 독으로 전파를 방해하는 기술이다. GT로봇에게는 왕수를 만들어 코어의 전파 수신부를 공격했다.
- 포이즌 아머: 몸에 독으로 만든 갑옷으로 무장하는 기술. 독막보다도 방어기능이 뛰어나다.
- 포이즌 소드: 독검에서 발사된 독을 날카롭게 베는 기술이다. 헌팅레벨 74의 버질코코가 한방에 넉다운 되었다.
- 독궁(포이즌 바이러스): 코코가 만들어낸 신종바이러스를 상대에게 유포하는 기술이다.
- 몰드 스피어: 곰팡이 포자와 유사한 독으로 만들어낸 창으로 상대에게 빠른속도로 날려 상대의 몸을 꿰뜷는 기술. 헌팅레벨 140의 인바이트 데스(사괴수)가 넉다운 되었다.
- 포이즌 돌: 독으로 가짜를 만들어 내는 기술.
- 머신건 포이즌: 독에 맞은 생물은 그 즉시 몸이 녹아버린다.
- 열독: 말그대로 뜨거운열이 담긴 독. 마담피쉬를 잡을 때 처음으로 나왔다.
- 열독포:열독을 사용해 독포를 쏜다.
- 포이즌 부메랑:독을 부메랑 형태로 만들어서 공격한다.(포이즌미스트를 뿌릴 때도 사용된다)
- 포이즌 미스트:독안개라는 뜻으로 안개에 둘러싸인 것이 무엇이든 독에 중독되어 즉사한다.

풀코스
- 에피타이저(전채): 산도리코 / 포획 레벨 불명
- 스프: 리드레곤의 눈물 / 포획 레벨 21
- 샐러드: 네오 토마토 / 포획 레벨 12
- 생선요리: 블레오 청세치 / 포획 레벨 18
- 고기요리: G2피닉스 / 포획 레벨 25
- 메인요리: (현재 없음)
- 디저트: 도롬 열매 / 포획 레벨 30
- 비브라지(음료): 아톰

파트너
- 엠페러 크로우인 '키스': 코코의 첫등장때 절벽으로 이루어진 코코의 집에 토리코 일행과 코코를 대려다 주기 위해 첫등장했다. 탈것과 운송책으로 주로 나온다.